# Georg Heinrich Masius
Georg Heinrich Masius (* 3. Dezember 1771 in Schwerin; † 24. August 1823 in Rostock) war ein deutscher Mediziner und Hochschullehrer.

## Leben
Georg Heinrich Masius war ein Sohn des Schweriner herzoglichen Hofarztes und Hofrats Gustav Christian Masius (1737–1812) und dessen Frau Margarethe Elisabeth, geb. Loeper (1747–1793). Nach dem Besuch der Schweriner Domschule begann er 1789 zunächst ein Theologiestudium an der Universität Rostock. 1791 wechselte er zum Medizinstudium an die Universität Jena und später an die Universität Göttingen. Dort wurde er 1795 zum Doktor med. promoviert. In Jena wurde er Mitglied des Constantistenordens.
Masius begann seine berufliche Tätigkeit 1795 als praktischer Arzt in Schwerin, wechselte als praktischer Arzt und Hofarzt von 1796 bis 1802 nach Gnoien, wo er zudem ab 1797 die Funktion des Kreisphysikus für Laage, Sülze, Tessin und Gnoien innehatte. Von 1802 bis 1806 praktizierte er wieder in Schwerin. 
1806 wurde er an der Rostocker Universität zum Professor der Medizin ernannt. Er besetzte nach dem Weggang von Adolf Friedrich Nolde (1764–1813) die dritte herzogliche Professur, die sich besonders mit dem Fach Gerichtliche Arzneikunde befasste. Daneben war er auch als Gerichtsarzt in Rostock und dem Umland tätig. Masius war fünfmal Dekan der Medizinischen Fakultät sowie 1811 und 1823 Rektor der Universität und verstarb in diesem Amt. Nachfolger in der Professur war Heinrich Spitta.
Masius wurde 1821 der Titel des Obermedizinalrates verliehen. Er war „verschiedener Gelehrtengesellschaften Mitglied“, u. a. der Correspondirenden Gesellschaft der Pharmacie und ärztlichen Naturkunde ordentl. Mitglied, der Naturforschenden Gesellschaft Göttingen und des Deutschen Ärztlichen Kunstvereins und zudem Herausgeber mehrerer Zeitschriften.
Georg Heinrich Masius heiratete am 10. September 1798 in Gnoien Sophie Katharina Elisabeth Hückstädt (1773–1829), Tochter des Gnoiener Ratsherrn und Stadtkämmerers Joachim Christoph Hückstädt.

## Schriften (Auswahl)
- Commentatio medico-psychologica de Vesaniis in genere, et praesertim de Insania universali. Göttingen 1795 (online slub-dresden.de)
- Allmanach für medicinische Policey, gerichtliche Arzneywissenschaft und Volks-Arzneykunde mit besonderer Hinsicht auf die Medicinal-Bedürfniße Mecklenburgs für das Jahr 1797. Bärensprung, Schwerin 1797 (online digi-hub.de)
- Beyträge zur Geschichte der Kuhpockenimpfung in Mecklenburg. Schwerin 1802
- Untersuchungen und Beobachtungen über natürliche, zufällige und geimpfte Kuhpocken. Gräff, Leipzig 1803
- Bruchstücke einer physisch-medicinischen Topographie der Stadt Gnoien im Herzogthum Mecklenburg-Schwerin. In: Der Genius der Gesundheit. Bd. 2 (1806), 1, S. 61–100.
- Einige Worte über Anthropologie in Beziehung auf Volksarzneykunde und Pastoralmedizin. Altona 1807
- Mecklenburg-Schwerinische Medizinal-Gesetze. Rostock 1811 (online RosDok)
- Die Hundetollheit und ihre Folgen: eine zunächst für das nichtärztliche Publikum entworfene Abhandlung. Stralsund 1815 (online tiho-hannover.de)
- Anleitung zu einem zweckmässigen Verhalten während der Schwangerschaft, Entbindung und des Wochenbettes und zu einer vernünftigen Behandlung der Kinder in den ersten Lebensjahren: nebst einem Anhange: Von einigen Kinderkrankheiten, deren Kenntniß den Müttern wichtig ist. Rostock 1815
- Handbuch der Volksarzneiwissenschaft für Theologen. Fleischer, Leipzig 1817, 3 Bände
  - Physische Antropologie.
  - Hygiastik.
  - Heilkunde des Nichtarztes.
- Handbuch der Medizinal-Polizei-Gesetzgebung im Großherzogthum Mecklenburg-Schwerin. Rostock/Leipzig 1818
- Erörterungen aus dem Civil- und Criminalrechte vom Standtpunkte der gerichtlichen Medizin. 2 Bände, Adler, Rostock 1821
- Handbuch der gerichtlichen Arzneiwissenschaft zum Gebrauch für gerichtliche Ärzte und Rechtsgelehrte. Franzen & Grosse, Stendal 1821–1832
  - Band 1, Abth. 1–3, Band 2, Abth. 1
  - Band 2, Abth. 2 und Abth. 3. fortgesetzt von Karl Ludwig Klose

Herausgeber von Zeitschriften
- Journal für populäre Thierarzneikunde, insbesondere für niedersächsische Landwirthe. 1807
- Medizinischer Kalender für Ärzte und Nichtärzte. 1813–1815
- Allmanach für Ärzte und Nichtärzte: auf das Jahr … 1816–1818
- Vandalia. Rostock 1819 (ZDB-ID 1440170-8)